# オクラホマシティ (軽巡洋艦)
オクラホマシティ (USS Oklahoma City, CL-91/CLG-5) は、アメリカ海軍の軽巡洋艦。クリーブランド級軽巡洋艦の20番艦。後にミサイル巡洋艦に改装され、ガルベストン級ミサイル巡洋艦の3番艦となる。艦名はオクラホマ州オクラホマシティに因む。

## 艦歴
「オクラホマシティ」は1942年12月8日にペンシルベニア州フィラデルフィアのクランプ造船株式会社で起工し、1944年2月20日にアントン・H・クラッセン夫人により進水、1944年12月22日にC. B. ハント艦長の指揮下で就役した。
整調後「オクラホマシティ」はパナマ運河を通過し、1945年5月2日に真珠湾に到着し太平洋艦隊巡洋艦隊に合流する。5月22日まで訓練を行った後ウルシー環礁に向かい、6月6日に第38.1任務群と共に沖縄に向かう。6月から7月にかけて第3艦隊の日本本土攻撃を担当する空母群を護衛する。7月18日に他の巡洋艦、駆逐艦と共に砲撃部隊を構成し空母任務群と共に日本本土への攻撃を継続した。
8月15日に日本は降伏し、「オクラホマシティ」は沖合で72日間偵察巡航を続け、最後に東京湾に入港した。1946年1月30日まで占領任務に従事しその後帰国の途に就く。2月14日にサンフランシスコに到着、8月15日まで同地に留まり、メア・アイランド海軍工廠で不活性化が行われた。1947年6月30日に退役し太平洋予備役艦隊サンフランシスコ・グループで保管される。
1957年3月7日に「オクラホマシティ」はサンフランシスコのベスレヘム・スチールの太平洋工廠に到着し、5月21日にガルヴェストン級ミサイル巡洋艦への転換作業に入る。2日後に CLG-5 （ミサイル巡洋艦）への艦種変更が行われ、転換作業は1960年8月31日に完了した。ハンターズ・ポイントに牽引された「オクラホマシティ」は9月7日にベン・W・サーバー艦長の指揮下で再就役した。
整調訓練の間に「オクラホマシティ」は太平洋艦隊において初めてタロス・ミサイルの発射に成功した戦闘部隊となった。整調後、いくつかの大規模訓練演習に第3巡洋艦隊および第9巡洋艦駆逐艦隊の旗艦として参加し、12月1日に太平洋西部における6ヶ月間の配備を完了する。12月20日に日本の横須賀に到着し6日後に第7艦隊の旗艦となる。SEATOの訓練演習に参加し、作戦運用に関する2つの賞を受賞、極東のいくつかの都市に対する友好大使として親善訪問を行った。その後1961年6月12日にカリフォルニア州ロングビーチへ帰還し、数ヶ月間を沿岸における訓練活動と維持作業に費やした。12月14日にロングビーチ海軍造船所入りし広範囲なオーバーホールを行う。
1964年前半に「オクラホマシティ」は長期配備に備えて南カリフォルニア海域で回復訓練を開始し、横須賀に向かう。横須賀には7月7日到着し再び第7艦隊旗艦としての任務に就く。間もなくトンキン湾事件が発生し、25日間に及ぶ警戒態勢に入る。
その後も極東における訓練演習及び作戦活動、様々な港への訪問を継続し、1965年6月にベトナムに対する艦砲射撃任務を開始する。戦闘状態が激化すると「オクラホマシティ」は南シナ海での活動時間が増え、「ピラーニャ」「ダブル・イーグル」「デッキハウス IV」「ヘイスティングス II」といった作戦に参加した。
第7艦隊旗艦として2年半の活動を行った後、1966年12月15日に「オクラホマシティ」はオーバーホールのためにサンフランシスコ湾海軍造船所入りした。オーバーホールが完了すると1967年7月に南カリフォルニア作戦海域で回復訓練を行い、1968年11月7日に西太平洋に再び展開するまで訓練及び西海岸の港湾訪問を継続した。12月20日に横須賀に到着し、1969年8月まで第7艦隊での任務に貢献した。
1979年10月5日、老朽化と指揮通信能力の旧式化から、第7艦隊旗艦を揚陸指揮艦「ブルー・リッジ」に引き継いだ。
「オクラホマシティ」は1979年12月15日に退役する。1999年のTandem Thrust合同訓練において標的艦として使用され、大韓民国海軍の潜水艦「李阡」の魚雷によって沈められた。
「オクラホマシティ」は第二次世界大戦中の戦功で2つの従軍星章を受章した。